# Atractus
Atractus – rodzaj węży z podrodziny ślimaczarzy (Dipsadinae) w rodzinie połozowatych (Colubridae).

## Zasięg występowania
Rodzaj obejmuje gatunki występujące w Panamie, Kolumbii, Wenezueli, na Trynidadzie i Tobago, w Gujanie, Surinamie, Gujanie Francuskiej, Brazylii, Ekwadorze, Peru, Boliwii, Paragwaju, Argentynie i Urugwaju.

## Systematyka

### Etymologia
- Atractus: gr. ατρακτος atraktos „wrzeciono, strzała”[5].
- Isoscelis: gr. ισος isos „równy, podobny”[6]; σκελος skelos „noga”[7]. Gatunek typowy: Isoscelis maculata Günther, 1858.

### Podział systematyczny
Do rodzaju należą następujące gatunki:

- Atractus aboiporu Melo-Sampaio, Passos, Fouquet, Costa-Prudente & Torres-Carvajal, 2019
- Atractus acheronius Passos, Rivas-Fuenmayor & Barrio-Amorós, 2009
- Atractus akerios Melo-Sampaio, Passos, Prudente, Venegas & Torres-Carvajal, 2021
- Atractus albuquerquei Cunha & Nascimento, 1983
- Atractus alphonsehogei Cunha & Nascimento, 1983
- Atractus altagratiae Passos & Fernandes, 2008
- Atractus alytogrammus Köhler & Kieckbusch, 2014
- Atractus andinus Prado, 1944
- Atractus apophis Passos & Lynch, 2010
- Atractus arangoi Prado, 1940
- Atractus atlas Passos, Scanferla, Melo-Sampaio, Brito & Almendariz, 2018
- Atractus atratus Passos & Lynch, 2010
- Atractus attenuatus Myers & Schargel, 2006
- Atractus avernus Passos, Chiesse, Torres-Carvajal & Savage, 2009
- Atractus ayeush Esqueda, 2011
- Atractus badius (Boie, 1827)
- Atractus biseriatus Prado, 1941
- Atractus bocki Werner, 1909
- Atractus bocourti Boulenger, 1894
- Atractus boimirim Passos, Prudente & Lynch, 2016
- Atractus boulengerii Peracca, 1896
- Atractus caete Passos, Fernandes, Bérnils & Moura-Leite, 2010
- Atractus careolepis Köhler & Kieckbusch, 2014
- Atractus carrioni Parker, 1930
- Atractus caxiuana Costa Prudente & Santos-Costa, 2006
- Atractus cerberus Arteaga, Mebert, Valencia, Cisneros-Heredia, Peñafiel, Reyes-Puig, Vieira-Fernandes & Guayasamin, 2017
- Atractus charitoae Silva Haad, 2004
- Atractus chthonius Passos & Lynch, 2010
- Atractus clarki Dunn & Bailey, 1939
- Atractus collaris Peracca, 1897
- Atractus crassicaudatus (Duméril, Bibron & Duméril, 1854)
- Atractus dapsilis Melo-Sampaio, Passos, Fouquet, Costa-Prudente & Torres-Carvajal, 2019
- Atractus darienensis Myers, 2003
- Atractus depressiocellus Myers, 2003
- Atractus discovery Arteaga, Quezada, Vieira & Guayasamin, 2022
- Atractus duboisi (Boulenger, 1880)
- Atractus duidensis Roze, 1961
- Atractus dunni Savage, 1955
- Atractus echidna Passos, Mueses-Cisneros, Lynch & Fernandes, 2009
- Atractus ecuadorensis Savage, 1955
- Atractus edioi Da Silva, Rodrigues Silva, Ribeiro, Souza & Do Amaral Souza, 2005
- Atractus elaps (Günther, 1858)
- Atractus emigdioi González-Sponga, 1971
- Atractus emmeli (Boettger, 1888)
- Atractus eriki Esqueda, La Marca & Bazó, 2007
- Atractus erythromelas Boulenger, 1903
- Atractus esepe Arteaga, Mebert, Valencia, Cisneros-Heredia, Peñafiel, Reyes-Puig, Vieira-Fernandes & Guayasamin, 2017
- Atractus favae (De Filippi, 1840)
- Atractus flammigerus (Boie, 1827)
- Atractus franciscopaivai Silva Haad, 2004
- Atractus francoi Passos, Fernandes, Bérnils & Moura-Leite, 2010
- Atractus fuliginosus (Hallowell, 1845)
- Atractus gaigeae (Savage, 1955)
- Atractus gigas Myers & Schargel, 2006
- Atractus guentheri (Wucherer, 1861)
- Atractus heliobelluomini Silva Haad, 2004
- Atractus heyeri Esqueda & McDiarmid, 2015
- Atractus hoogmoedi Prudente & Passos, 2010
- Atractus hostilitractus Myers, 2003
- Atractus imperfectus Myers, 2003
- Atractus indistinctus Prado, 1940
- Atractus insipidus Roze, 1961
- Atractus iridescens Peracca, 1896
- Atractus lancinii Roze, 1961
- Atractus lasallei Amaral, 1931
- Atractus latifrons (Günther, 1868)
- Atractus lehmanni Boettger, 1898
- Atractus loveridgei Amaral, 1930
- Atractus macondo Passos, Lynch & Fernandes, 2009
- Atractus maculatus (Günther, 1858)
- Atractus major Boulenger, 1894
- Atractus manizalesensis Prado, 1940
- Atractus mariselae Lancini, 1969
- Atractus marthae Meneses-Pelayo & Passos, 2019
- Atractus matthewi Markezich & Barrio-Amorós, 2004
- Atractus medusa Passos, Mueses-Cisneros, Lynch & Fernandes, 2009
- Atractus melanogaster Werner, 1916
- Atractus melas Boulenger, 1908
- Atractus meridensis Esqueda & La Marca, 2005
- Atractus michaelsabini Arteaga, Quezada, Vieira & Guayasamin, 2022
- Atractus micheleae Esqueda & La Marca, 2005
- Atractus microrhynchus (Cope, 1868)
- Atractus mijaresi Esqueda & La Marca, 2005
- Atractus modestus Boulenger, 1894
- Atractus multicinctus (Jan, 1865)
- Atractus multidentatus Passos, Rivas-Fuenmayor & Barrio-Amorós, 2009
- Atractus nasutus Passos, Arredondo, Fernandes & Lynch, 2009
- Atractus natans Hoogmoed & Prudente, 2003
- Atractus nawa Melo-Sampaio, Passos, Prudente, Venegas & Torres-Carvajal, 2021
- Atractus nicefori Amaral, 1930
- Atractus nigricauda Schmidt & Walker, 1943
- Atractus nigriventris Amaral, 1933
- Atractus obesus Marx, 1960
- Atractus obtusirostris Werner, 1916
- Atractus occidentalis Savage, 1955
- Atractus occipitoalbus (Jan, 1862)
- Atractus ochrosetrus Esqueda & La Marca, 2005
- Atractus oculotemporalis Amaral, 1932
- Atractus orcesi Savage, 1955
- Atractus pachacamac Melo-Sampaio, Passos, Prudente, Venegas & Torres-Carvajal, 2021
- Atractus paisa Passos, Arredondo, Fernandes & Lynch, 2009
- Atractus pamplonensis Amaral, 1937
- Atractus pantostictus Fernandes & Puorto, 1993
- Atractus paraguayensis Werner, 1924
- Atractus paucidens (Despax, 1910)
- Atractus pauciscutatus Schmidt & Walker, 1943
- Atractus paulus Melo-Sampaio & Venegas, 2023
- Atractus peruvianus (Jan, 1862)
- Atractus poeppigi (Jan, 1862)
- Atractus potschi Fernandes, 1995
- Atractus punctiventris Amaral, 1933
- Atractus resplendens Werner, 1901
- Atractus reticulatus (Boulenger, 1885)
- Atractus riveroi Roze, 1961
- Atractus ronnie Passos, Fernandes & Borges-Nojosa, 2007
- Atractus roulei Despax, 1910
- Atractus sanctaemartae Dunn, 1946
- Atractus sanguineus Prado, 1944
- Atractus savagei Salazar-Valenzuela, Torres-Carvajal & Passos, 2014
- Atractus schach (Boie, 1827)
- Atractus serranus Amaral, 1930
- Atractus snethlageae Cunha & Nascimento, 1983
- Atractus spinalis Passos, Teixeira Jr, Recoder, De Sena, Dal Vechio, Arruda-Pinto, Mendonça, Cassimiro & Rodrigues, 2013
- Atractus steyermarki Roze, 1958
- Atractus stygius Passos, Azevedo, Nogueira, Fernandes & Sawaya, 2019
- Atractus surucucu Prudente, 2008
- Atractus tamaensis Esqueda & La Marca, 2005
- Atractus tamessari Kok, 2006
- Atractus taphorni Schargel & García-Pérez, 2002
- Atractus tartarus Passos, Prudente & Lynch, 2016
- Atractus thalesdelemai Passos, Fernandes & Zanella, 2005
- Atractus titanicus Passos, Arredondo, Fernandes & Lynch, 2009
- Atractus torquatus (Duméril, Bibron & Duméril, 1854)
- Atractus touzeti Schargel, Lamar, Passos, Valencia, Cisneros-Heredia & Campbell, 2013
- Atractus trefauti Melo-Sampaio, Passos, Fouquet, Costa-Prudente & Torres-Carvajal, 2019
- Atractus trihedrurus Amaral, 1926
- Atractus trilineatus Wagler, 1828
- Atractus trivittatus Amaral, 1933
- Atractus turikensis Barros, 2000
- Atractus typhon Passos, Mueses-Cisneros, Lynch & Fernandes, 2009
- Atractus ukupacha Melo-Sampaio, Passos, Prudente, Venegas & Torres-Carvajal, 2021
- Atractus variegatus Prado, 1942
- Atractus ventrimaculatus Boulenger, 1905
- Atractus vertebralis Boulenger, 1904
- Atractus vertebrolineatus Prado, 1941
- Atractus vittatus Boulenger, 1894
- Atractus wagleri Prado, 1945
- Atractus werneri Peracca, 1914
- Atractus zebrinus (Jan, 1862)
- Atractus zgap Arteaga, Quezada, Vieira & Guayasamin, 2022
- Atractus zidoki Gasc & Rodrigues, 1979